# Platyrhabdus monodon
Platyrhabdus monodon är en stekelart som först beskrevs av Thomson 1884.  Platyrhabdus monodon ingår i släktet Platyrhabdus och familjen brokparasitsteklar. Arten är reproducerande i Sverige. Inga underarter finns listade i Catalogue of Life.